# モハンマド・バーゲル・ガーリーバーフ
モハンマド＝バーゲル・ガーリーバーフ（ペルシア語: محمدباقر قالیباف, Mohammad-Bagher Ghalibaf, 1961年9月23日 - ）は、イランの政治家、学者。現国会議長（2020年5月 - ）、元テヘラン市長（2005年 - 2017年、3期）、公益判別会議議員（2017年 - ）。アジア首長フォーラムの創設者、初代議長。
アフマディーネジャード大統領の退陣からエブラーヒーム・ライースィーの台頭まで、イランにおける保守派の次世代リーダーと目されていた。日本の報道機関ではガリバフと表記される。

## 経歴
トルガベ出身。母親はペルシャ系、父親はクルド系の血を引く。イスラム自由大学、タルビーヤト・モダッレス大学で学ぶ。
イスラム革命防衛隊出身、1997年には革命防衛隊空軍司令官に就いている。2000年から2005年にかけて、内務省警察軍（ニールーイェ・エンテザーミー）司令官。2005年の大統領選挙に出馬するも第一回投票で5位（得票率13.89％）に終わり落選した。大統領選挙後の2005年9月4日、大統領に選出されたアフマディーネジャードに代わってテヘラン市長に就任。2006年12月の地方議会選ではアフマディーネジャード大統領派が惨敗したのに対し、ガーリーバーフ市長派は圧勝した。しかし2009年の大統領選での再出馬はならなかった。
2013年6月のイラン大統領選挙に立候補、同月14日に行われた第一回投票で6,077,292票を獲得し2位となるが、1位のハサン・ロウハーニーが決選投票なしで当選するのに必要な過半数の票を獲得したために、落選となった。
2017年の大統領選挙にも立候補し、4月20日、ガーリーバーフのほか、現職のロウハーニー大統領や保守強硬派の対抗候補エブラーヒーム・ライースィーを含む6人の候補者が、正式に選挙参加資格を認められた。しかし選挙戦の終盤、ガーリーバーフは大統領選を辞退すると同時にライースィーへの全面的な支持を表明し、自身を支持する有権者たちにライースィーを支持するよう働きかけた。こうして保守派の票をライースィーに一本化しようと試みたにもかかわらず、選挙の結果は前回と同様にロウハーニーの勝利で終わった。
2020年に行われた国会議員選挙にテヘラン選挙区から立候補し、最多得票となる126万5287票を獲得した。同年5月、国会議長に選出された。
2024年5月19日にエブラーヒーム・ライースィー大統領がヘリコプター墜落事故で急死したことを受け6月28日に急きょ執行されることとなった大統領選挙に出馬するため、6月3日に立候補届を提出。6月9日には監督者評議会（護憲評議会）による資格審査を通過したことが発表された。第1回目投票では2450万票中336万票の3位にとどまり、決選投票に進めず落選した。

## 選挙歴
| 年   | 選挙の種類                     | 得票数    | 得票率 | 順位 | 結果 |
| ---- | ------------------------------ | --------- | ------ | ---- | ---- |
| 2005 | 大統領選挙                     | 4,095,827 | 13.93% | 4位  | 落選 |
| 2013 | 大統領選挙                     | 6,077,292 | 16.46% | 2位  | 落選 |
| 2017 | 大統領選挙                     | -         | -      | -    | 辞退 |
| 2020 | 国会議員選挙（テヘラン選挙区） | 1,265,287 | -      | 1位  | 当選 |
| 2024 | 大統領選挙                     | 3,363,360 | -      | 3位  | 落選 |

## 人物
1982年に社会学者の妻と結婚し、子が3人いる。